# ديفيد كالدر
ديفيد كالدر (بالإنجليزية: David Calder)‏ هو ممثل بريطاني، ولد في 1 أغسطس 1946 ببورتسموث في المملكة المتحدة.

## أعمال

### أفلام
- (1999) العالم ليس كافيا[2][3]
- (2006)  قصة قاتل
- (2008)  قبر إمبراطور التنين[4]
- (2013) اندفاع[5]
- (2015) ملكة الصحراء

## وصلات خارجية
- ديفيد كالدر على موقع IMDb (الإنجليزية)
- ديفيد كالدر على موقع قاعدة بيانات الأفلام العربية
- ديفيد كالدر على موقع ألو سيني (الفرنسية)
- ديفيد كالدر على موقع أول موفي (الإنجليزية)
- ديفيد كالدر على موقع قاعدة بيانات الأفلام السويدية (السويدية)
- ديفيد كالدر على موقع ديسكوغز (الإنجليزية)
- ديفيد كالدر على موقع قاعدة بيانات الفيلم (الإنجليزية)
- ديفيد كالدر على موقع كينوبويسك (الروسية)